# Wola Mysłowska
Wola Mysłowska – wieś w Polsce położona w województwie lubelskim, w powiecie łukowskim, w gminie Wola Mysłowska.
| SIMC    | Nazwa      | Rodzaj  |
| ------- | ---------- | ------- |
| 0696237 | Pszczelnik | kolonia |
| 0696243 | Zadole     | kolonia |

Wieś szlachecka położona była w drugiej połowie XVI wieku w ziemi łukowskiej województwa lubelskiego. W latach 1975–1998 miejscowość administracyjnie należała do województwa siedleckiego.
Wieś jest sołectwem, siedzibą gminy Wola Mysłowska. Według Narodowego Spisu Powszechnego z roku 2011 wieś liczyła 268 mieszkańców.
Wierni Kościoła rzymskokatolickiego należą do parafii Niepokalanego Serca Najświętszej Maryi Panny w Wilczyskach.